# Paweł Borecki
Paweł Borecki (ur. 1974) – polski prawnik, doktor habilitowany nauk prawnych, specjalista prawa wyznaniowego, nauczyciel akademicki Wydziału Prawa i Administracji Uniwersytetu Warszawskiego, publicysta.

## Życiorys
Ukończył studia magisterskie na Wydziale Prawa i Administracji Uniwersytetu Warszawskiego oraz Podyplomowe Studium Zagadnień Legislacyjnych na tym wydziale. Tam też w 1998 rozpoczął pracę jako nauczyciel akademicki. W 2004 uzyskał stopień naukowy doktora nauk prawnych. Od 2015 posiada stopień doktora habilitowanego. Zajmuje stanowisko adiunkta na Wydziale Prawa i Administracji UW. Pełnił funkcję kierownika Zakładu Prawa Wyznaniowego na tym wydziale.
Jest członkiem Polskiego Towarzystwa Prawa Wyznaniowego, w którym pełnił funkcję członka zarządu. Należy także do Polskiego Towarzystwa Religioznawczego i Polskiego Towarzystwa Prawa Konstytucyjnego.
Deklaruje się jako ateista.

## Odznaczenia
W 2014, za zasługi w działalności na rzecz rozwoju nauki prawa wyznaniowego, został odznaczony Brązowym Krzyżem Zasługi.

## Wybrane publikacje
- Dziesięć lat polskiego konkordatu (red. nauk. wspólnie z Czesławem Janikiem), Warszawa: Stowarzyszenie Absolwentów Wydziału Prawa i Administracji Uniwersytetu Warszawskiego, 2009.
- Geneza modelu stosunków państwo-Kościół w Konstytucji RP, Warszawa: Wydawnictwo Sejmowe, 2008.
- Komisja Wspólna Przedstawicieli Rządu Rzeczypospolitej Polskiej i Konferencji Episkopatu Polski (red. nauk. wspólnie z Czesławem Janikiem), Warszawa: Wydawnictwo Sejmowe, 2011.
- Koncepcje stosunków między państwem a związkami wyznaniowymi w projektach i postulatach konstytucyjnych, Warszawa: „Elipsa”, 2002.
- Kościoły i organizacje światopoglądowe o nowej polskiej konstytucji. Wybór materiałów źródłowych, Warszawa: Dom Wydawniczy Elipsa, 2012.
- Prawo pogrzebowe. Wybór źródeł, Warszawa: LexisNexis Polska, 2013.
- Prawo wewnętrzne nierzymskokatolickich związków wyznaniowych w Polsce – wybór aktów prawnych, Warszawa: Dom Wydawniczy Elipsa, 2012.
- Prawo wyznaniowe w świetle konstytucji Rzeczypospolitej Polskiej z 1997 roku, Warszawa: Dom Wydawniczy Elipsa, 2013.
- Pro bono Reipublicae. Księga jubileuszowa prof. Michała Pietrzaka (red. nauk. wspólnie z Andrzejem Czoharą i Tadeuszem J. Zielińskim), Warszawa: LexisNexis Polska, 2009.
- Reforma prawa wyznaniowego w Polsce, Warszawa: Instytut Spraw Publicznych, 2013.
- Respektowanie polskiego konkordatu z 1993 roku. Wybrane problemy, Warszawa: Instytut Spraw Publicznych, 2012[8].
- Michał Pietrzak, O ustroju, prawie i polityce II Rzeczypospolitej. Pisma wybrane (red. nauk. wspólnie z Czesławem Janikiem), Warszawa 2018.